# KleinVision Aircar
Der KleinVision Aircar ist ein Flugauto aus der Slowakei. Es wurde von Stefan Klein entwickelt und hat im Januar 2022 als erstes Flugauto in Europa eine Lizenz für den Luftverkehr erhalten. Der Aircar kann wie ein normales Auto fahren und verwandelt sich durch Ausklappen der Flügel innerhalb von drei Minuten in ein Flugzeug. Ziel der Entwicklung ist zunächst die Produktion einer Kleinserie.

## Geschichte
Der Aircar ist eine Weiterentwicklung des Aeromobils, das 2015 bei einem Test in der Slowakei abstürzte. 2017 gründete Stefan Klein die Firma KleinVision, die den Aircar auf der Basis von zwölf grundlegenden Patenten entwickelt.
Im Juni 2021 flog der Aircar erstmals zwischen den Flughäfen zweier Städte und legte in einer halben Stunde 75 km von Nitra nach Bratislava zurück.
Nach Testflügen gemäß den Standards der Europäischen Agentur für Flugsicherheit im Umfang von 70 Flugstunden mit über 200 Starts und Landungen hat die Luftfahrtagentur der Slowakei die Lufttüchtigkeit des Aircar zertifiziert und ein Lufttüchtigkeitszeugnis ausgestellt.

## Geplante Entwicklungen
Eine Weiterentwicklung, der Aircar II auf Basis eines ADEPT Motors soll 2023 ebenfalls zertifiziert werden. Bei diesem Modell soll dann auch der Rohrrahmen durch ein Kohlenstofffaser-Monocoque mit richtigen Türen ersetzt werden.

## Technische Daten
| Kenngröße             | Daten Flugzeug | Daten Auto |
| --------------------- | -------------- | ---------- |
| Besatzung             | 2              | 2          |
| Länge                 | 6,5 m          | 6,5 m      |
| Spannweite / Breite   | 11 m           |            |
| Leermasse             | 1000 kg        | 1000 kg    |
| Höchstgeschwindigkeit | 190 km/h       |            |
| Reichweite            | 500 km         | 500 km     |
| Triebwerk             | FWD/A6         | FWD/A6     |